# Konservatorium für Klassik und Jazz
Het Konservatorium für Klassik und Jazz in Zürich, Zwitserland, werd door de toenmalige chef-dirigent Friedrich Hegar van het Tonhalle Orchester Zürich in 1875 aanvankelijk als Musikschule in Zürich opgericht.
In 1907 werd de naam in Konservatorium für Musik veranderd en in 1918 is een afdeling van het conservatorium door de staat erkend. In 1956 werd de naam opnieuw veranderd in Konservatorium und Musikhochschule Zürich. In het jaar 2000 vond er een opsplitsing plaats van conservatorium en hoge school en in 2005 werd de Jazz-school geïntegreerd, zodat de naamgeving sindsdien is Konservatorium für Klassik und Jazz.
Tegenwoordig doceren 130 docenten en professoren aan rond 3.000 leerlingen aan dit conservatorium, waaronder ook studerenden van de Zürcher Hochschule der Künste (ZHdK), van de Pädagogische Hochschule Zürich (PHZH), scholieren van de Kantonalen Maturitätsschule für Erwachsene (KME) en van het Kunst- und Sportgymnasium Rämibühl (MNG Rämibühl).